# Copa de la Reina de Baloncesto 1982-83
La Copa de la Reina de Baloncesto 1982-83 corresponde a la 21ª edición de dicho torneo. Se celebró entre el 17 de abril y el 22 de mayo de 1983 en el Polideportivo Municipal de Guadalajara. 
Esta temporada participan los ocho primeros clasificados de la liga. Las eliminatorias de cuartos y semifinales se juegan a doble partido. La final se juega a partido único en campo neutral. El campeón se clasifica para la Copa Ronchetti 1983-84.

## Desarrollo
La de 1983 es la Copa de Fina García, pese a que no ganó el MVP. No solo por ser la mejor de su equipo en la final, sino por anotar la canasta definitiva. En la crónica de Mundo Deportivo del 23 de mayo de 1983 se intenta transmitir algo de la tremenda emoción que tuvieron los compases finales de aquel encuentro: "A falta de 9 segundos con marcador en 62–61 para el Celta de Vigo, las gallegas disponen de dos tiros libres o bien saque de banda. El entrenador opta por lo segundo y el balón es recogido por Carmen Martínez del Celta que intenta retenerlo, pero Rosa Castillo se lo arrebata y tras fallar en el tiro, recoge el balón Fina García y a falta de tres segundos consigue el triunfo para su equipo dejando el marcador final en 62–63, adjudicándose así el Comansi la victoria por la mínima diferencia. Victoria que les daba el «doblete» por haber ganado también el Campeonato de Liga".

## Cuartos de final
Los partidos de ida se jugaron el 17 de abril y los de vuelta el 24 de abril.
| Equipo 1              | Agr.    | Equipo 2        | Ida   | Vuelta |
| --------------------- | ------- | --------------- | ----- | ------ |
| Canoe N. C.           | 112–113 | Picadero J. C.  | 64–52 | 48–61  |
| Betania Patmos        | 149–150 | CD Las Banderas | 73–85 | 76–65  |
| R. C. Celta de Vigo   | 181–150 | GE Iberia       | 91–62 | 90–88  |
| Menén Hispano Francés | 156–152 | Avon Alcalá     | 81–87 | 75–65  |

## Semifinales
Los partidos de ida se jugaron el 1 de mayo y los de vuelta el 7 de mayo.
| Equipo 1            | Agr.    | Equipo 2              | Ida   | Vuelta |
| ------------------- | ------- | --------------------- | ----- | ------ |
| Picadero J. C.      | 151–101 | CD Las Banderas       | 75–46 | 76–55  |
| R. C. Celta de Vigo | 2–0     | Menén Hispano Francés | 2–0   |        |

## Final
| 22 de mayo de 1983, 12:30 | Picadero J. C.                     | 63–62       | R. C. Celta de Vigo             | |  |
|                           | Marcador por tiempos: 27–28, 36–34 |             |                                 | |  |
|                           | Estadísticas Fina García 21        | Reporte Pts | Estadísticas Carmen Martínez 22 | Pabellón: Polideportivo Municipal, Guadalajara Asistencia: 1.500 espectadores Árbitros: Fajardo, Rodríguez Blandón |  |

| Ganadoras de la Copa de la Reina 1982-83 |
| ---------------------------------------- |
| Picadero J. C. 6º título                 |